# If Love Was a Crime
«If Love Was a Crime» (с англ. — «Если бы любовь была преступлением») — сингл болгарской певицы Поли Геновой, который она представила в конкурсе «Евровидение-2016» в Стокгольме.
«If Love Was a Crime» написана композиторами Symphonix International — Бориславом Милановым, Себастияном Арманом и Йоаким Перссон в сотрудничестве с Поли Геновой. В работе над текстом помог Ник Кершоу. Песня вышла 20 марта, а видеоклип был выпущен 21 марта 2016 года, благодаря БНТ и Universal Music Group.
Поли Генова исполнила песню во втором полуфинале в конкурсе «Евровидение-2016» 12 мая 2016 года в Эрикссон-Глоб. В качестве бэк-вокалисты участвовали Борислав Димитров, Сезар Сампсон, Десислава Христова, Елизабет Нешева и Яна Балева. В финале 14 мая по результатам голосования песня набрала 307 очков и получила 4 место.
После Евровидение-2016 «If Love Was a Crime» заняла 200-е место в британском чарте синглов, достигла пика в топ-80 в Австрии, Бельгии, Шотландии и Швеции и стала №1 в Болгария и Сербия.
Несмотря на успех, песня была удалена с платформ цифровой музыки после окончание первоначального соглашения с Universal Music Group. Кампания на веб-сайте Pop Activism привела к заключению нового соглашения между правообладателями Болгарское национальное телевидение и дистрибьютором Universal в апреле 2018 года. После это песня вернулась на цифровые музыкальные платформы.

## Композиция
| №  | Название              | Автор(ы)         | Длительность |
| -- | --------------------- | ---------------- | ------------ |
| 1. | «If Love Was a Crime» | Борислав Миланов | 2:59         |
| 2. | Без названия          | Себастиан Арман  |              |
| 3. | Без названия          | Йоаким Перссон   |              |

## Позиции в чартах
| Страна                                                  | Высшая позиция |
| ------------------------------------------------------- | -------------- |
| Австрия (Ö3 Austria Top 40)                             | 72             |
| Бельгия (Ultratop)                                      | 32             |
| Франция (Syndicat National de l’Édition Phonographique) | 129            |
| Шотландия (Scottish Singles and Albums Charts)          | 73             |
| Сербия (Top 50 Serbija)                                 | 1              |
| Швеция (Sverigetopplistan)                              | 47             |
| Великобритания (The Official Charts Company)            | 200            |